# Ciuperceni (Teleorman)
Ciuperceni è un comune della Romania di 1 769 abitanti, ubicato nel distretto di Teleorman, nella regione storica della Muntenia. 
Il comune è formato dall'unione di 2 villaggi: Ciuperceni e Poiana.